# Manoël Pénicaud
Manoël Pénicaud, né le 20 juin 1978 à Pertuis (Vaucluse), est un anthropologue français du CNRS, commissaire d'expositions, photographe et documentariste.

## Biographie
Né le 20 juin 1978 en Provence, il est le fils du compositeur Éric Pénicaud.
En 2000, il consacre une maîtrise d'histoire au pèlerinage et à l'itinérance contemporaine sur les chemins de Compostelle, en incluant une approche ethnographique. En 2002, il est diplômé d’un DESS (master "religion et société") à l'Institut d'études politiques d'Aix-en-Provence sous la direction de Bruno Étienne, puis d’un DEA d'anthropologie à l'Université de Provence (2003), lors desquels il étudie le culte des saints au Maroc et particulièrement le pèlerinage des confréries Regraga dans la région d’Essaouira où il vit plusieurs années. Puis il consacre sa thèse de doctorat d'anthropologie au pèlerinage islamo-chrétien des Sept Dormants qui se déroule au hameau des Sept-Saints en Bretagne (Côtes d’Armor), initié en 1954 par l'orientaliste et islamologue catholique Louis Massignon dont il est l’un des biographes. Les Sept Dormants sont des saints communs aux chrétiens et aux musulmans vénérés en de multiples lieux. Il soutient cette thèse à l’Université d'Aix-Marseille en 2010, ouvrage publié en 2014 et 2016.
Entre 2012 et 2015, il est chercheur post-doctoral au Musée des Civilisations de l'Europe et de la Méditerranée, à Marseille, et au Laboratoire d'excellence Les Sciences Humaines et Sociales au cœur de l'interdisciplinarité pour la Méditerranée (LabexMed).
Depuis 2015, il est chargé de recherche au CNRS, spécialisé dans l'étude des pèlerinages et des relations interreligieuses en Europe et en Méditerranée. D'abord membre de l'Institut d'ethnologie et d'anthropologie sociale (IDEAS, ex-IDEMEC, CNRS, Aix-Marseille Université) à la Maison Méditerranéenne des Sciences de l'Homme, il est membre du Centre Jacques Berque à Rabat (Maroc) depuis 2024. La colonne vertébrale de ses recherches actuelles porte sur les interactions entre fidèles de religions différentes, ainsi que sur leurs franchissements temporaires des frontières religieuses. Il explore notamment les notions d'interreligiosité et d'hospitalité interreligieuse, à travers l’étude des pèlerinages, de figures saintes partagées (Abraham, Marie, Saint Georges, les Sept Dormants, Khidr...), mais aussi de figures transversales comme Louis Massignon, Paolo Dall'Oglio, Christian de Chergé, le cheikh Khaled Bentounès, etc. Au Maroc, il explore les dynamiques de la pluralité et des altérités religieuses.Plus largement, ses travaux s'inscrivent dans le champ de recherche des "lieux saints partagés / Shared Sacred Sites", thème de l'exposition internationale dont il est l'un des commissaires avec l’anthropologue Dionigi Albera (CNRS).
Il réalise par ailleurs des films ethnographiques et est depuis 2016 membre de l’agence photographique Le Pictorium.

## Livres
- Inter-religious Practices and Saint Veneration in the Muslim World. Khidr/Khizr from the Middle East to South Asia, dirigé avec M. Boivin, Londres et New York, Routledge, 2023, 281p.  (ISBN 9781003386285)
- Numéro spécial de la revue AntiAtlas Journal: Heterographies, dirigé avec E. Armanet, T. Fournier, C. Parizot, 6, 2023[10].
- Numéro spécial de la revue Religiographies: Holy Sites in the Mediterranean, Sharing and Division, dirigé avec D. Albera et S. Kuehn, vol.1, n.1, 2022, 164p.  (ISSN 2974-6469)
- Louis Massignon. Le "catholique musulman", Paris, Bayard, 2020, 432p.  (ISBN 978-2-227-48939-4). Ce surnom a été donné à l’islamologue catholique par le pape Pie XI, lors d’une audience privée en 1934. Prix maréchal-Louis-Hubert-Lyautey 2021 de l’Académie des sciences d’outre-mer, Mention spéciale du jury du Prix littéraire de L’Œuvre d’Orient 2021.
- Shared Sacred Sites, dirigé avec K. Barkey et D. Albera, The New York Public Library, CUNY Graduate Center, The Morgan Library & Museum, New York, 2018, 204p. (EN LIGNE)  (ISBN 978-0-692-12337-9)
- Shared Sacred Sites in the Balkans and the Mediterranean, dirigé avec D. Albera, K. Barkey, S. Karavatos, T. Misirloglou, D. Papadopoulos, Publisher: Macedonian Museum of Contemporary Art, Thessalonique, 2018, 478p. (EN LIGNE)  (ISBN 978-960-6777-29-5)
- Coexistences. Lieux saints partagés en Europe et en Méditerranée, dirigé avec D. Albera, Arles, Actes Sud-MNHI, 2017, 128p.  (ISBN 978-2-330-08626-8)
- Le réveil des Sept Dormants. Un pèlerinage islamo-chrétien en Bretagne, préface de Thierry Zarcone, Paris, Cerf, 2016 (2014), 2e édition, 528p. (ISBN 9782204109765)[11]
- Lieux saints partagés, dirigé avec D. Albera et I. Marquette, Arles, Actes Sud-Mucem, 2015, 200p. Prix Méditerranéen du livre d’Art[12] 2015.  (ISBN 978-2-330-04809-9)
- Dans la peau d’un autre, Paris, préface de Bruno Étienne, Paris, Les Presses de la Renaissance, 2007, 308p.  (ISBN 9782750903008)[13],[14],[15]

## Articles et chapitres d'ouvrages

### Publications scientifiques (sélection)
- "The Visual Anthropology of Pilgrimages: Exploring the Making of Films and Photographs", in J. Eade and M. Katić (eds.), Approaching Pilgrimages: Methodological Issues Involved in Researching Routes, Sites and Practices, Londres et New-York, Routledge, 2023
- "Esquisse de topographie des sanctuaires partagés en Terre Sainte", Araborama, Paris, Le Seuil, 3, 2023, pp. 54-59
- "Religious Sharing, Mixing, and Crossing in the Wider Mediterranean", avec D. Albera et S. Kuehn, Religiographies, vol.1, 1, 2022, pp. 14-21
- "A Paradoxical Pilgrimage. The Ghriba Synagogue in Djerba", avec D. Albera, Religiographies, vol.1, 1, 2022, pp. 96-116
- "Hétérographies du désir. Pratiques votives au monastère de Saint-Georges (Büyükada, Istanbul)", avec B. Fliche, Technique et cultures, 70, 2018, pp. 142-157.
- "Muslim Pilgrims in Brittany. Pilgrimage, dialogue and paradoxes", in R. J. Natvig and I. Flaskerud (dir.), Muslim Pilgrimages in Europe, Farnham, Routledge, 2017, pp. 184-198.
- "Le Père Paolo Dall’Oglio : otage volontaire par amour de l’islam", Ethnologie française, Presses Universitaires de France, 2016, 3 (46), pp. 447-458[16].
- "Filmer les pèlerinages et le religieux en mouvement", ThéoRèmes. Enjeux des approches empiriques des religions, 2014, Capter le rite, filmer le rituel[17].
- "Le rapport aux lieux et à l’espace", avec A. Moussaoui, in D. Albera et K. Berthelot (dir.), Dieu, une enquête. Judaïsme, christianisme, islam, ce qui les distingue, ce qui les rapproche, Paris, Flammarion, 2013, pp. 833-911.
- "L'hétérotopie des Sept Dormants en Bretagne", Archives de Sciences Sociales des Religions, Éditions de l’EHESS, 2011, pp. 131-148[18].

### Presse écrite (sélection)
- "Fraterniser au nom d’Abraham", Hors-série La Vie / Le Monde des religions : Juifs, chrétiens et musulmans, ce qui les unit, ce qui les sépare, novembre 2021, pp. 76-77
- "Bretagne: un pèlerinage islamo-chrétien", Le Monde des Religions, 96, juillet-août 2019, pp. 16-21
- "Paolo Dall’Oglio, le père bâtisseur", Le Monde des Religions, 49, 2011, pp. 50-51.
- "Le grand tour des passeurs de grâce", Qantara, Institut du Monde Arabe, 75, 2010, pp. 10-14.
- "Stambalis de Tunis", Qantara, Institut du Monde Arabe, 73, 2009, pp. 60-64.
- "Au pays des Regraga", Le Monde des Religions, 10, 2007, pp. 52-56.

## Expositions

### Commissariat
Depuis 2013, il est l'un des commissaires de l'exposition internationale "Lieux saints partagés / Shared Sacred Sites" consacrée au phénomène peu connu mais largement répandu des sanctuaires fréquentés par des fidèles de religions différentes, en Europe et surtout autour de la Méditerranée. Basée sur des années de recherches, elle déjoue les représentations hâtives qui présentent les religions monothéistes comme des blocs étanches et séparés. Au contraire, sans nier les heurts et les antagonismes, l’observation sur le terrain démontre des phénomènes de porosité et que les fidèles franchissent parfois la frontière religieuse pour aller prier dans le "lieu de l’autre". En outre, le partage doit aussi s’entendre au sens de "partition", car ces sanctuaires divisent aussi particulièrement, à l’instar de Jérusalem qu’il qualifie de "trois fois (trop) sainte".
La première version de "Lieux saints partagés" au Mucem a rassemblé plus de 120 000 personnes, si bien qu’une itinérance a débuté même si cela n’était pas prévu au départ. Le concept veut que chaque version est une nouvelle exposition, fruit d'une "réécriture" complète, en fonction du lieu et de l'institution hôte, comme de ses collections. Les contenus sont hétérogènes : œuvres d'art, photographies, films, animations, archives, installations d’art contemporains, artefacts et objets ethnographiques... Parmi les artistes exposés, figurent Marc Chagall, Le Corbusier, Salvador Dali, Michelangelo Pistoletto, Sarkis, Elliott Erwitt, Fernand Léger, Félix Bonfils, Giovanni Domenico Tiepolo, Guy Delisle…
Cette exposition multiforme et évolutive a été présentée :
- au Musée des civilisations de l'Europe et de la Méditerranée (Mucem) à Marseille du 29 avril au 31 août 2015[5],[21]
- au Musée du Bardo à Tunis du 19 novembre 2016 au 12 février 2017[22],[23]  Placée sous le haut patronage du Président de la République tunisienne Béji Caïd Essebsi, elle a été l’exposition de réouverture du musée après l’attentat du 18 mars 2015.
- au Thessaloniki Museum of Photography, Au Macedonian Museum of Contemporary Art et à Yeni Cami (former Archeological Museum) à Thessalonique du 23 septembre au 17 février 2017, en partenariat avec Karen Barkey[24]
- au Musée national de l'histoire de l'immigration (MNHI) à Paris, sous le patronage de l'UNESCO, du 24 octobre 2017 au 21 janvier 2018[25],[26],[27]
- à Dar El Bacha - Musée Des Confluences à Marrakech du 18 décembre 2017 au 19 mars 2018)[28]
- à la New York Public Library (NYPL), Morgan Library and Museum, James Gallery (CUNY Graduate Center) à New York du 27 mars au 30 juin 2018, en partenariat avec Karen Barkey[29],[30]. Cela a été l’occasion d’exhiber un trésor de l’art médiéval français : La Bible de Saint Louis à la Morgan Library and Museum.
- à la galerie Depo à Istanbul du 20 avril au 28 juillet 2019 (Paylaşılan Kutsal Mekânlar)[31].
- En parallèle, une version plus légère a été conçue en 2018-2019 pour le site de la Chapelle de Notre-Dame du Haut à Ronchamp bâti par Le Corbusier[32], et est désormais destinée à des associations.
- à CerModern à Ankara du 1er juillet au 30 septembre 2021(Paylaşılan Kutsal Mekânlar).
- à l'Ecole Française de Rome, Piazza Navona du 6 décembre 2022 au 19 janvier 2023, dans une déclinaison photographique

### Artiste, photographe, documentariste (sélection)
- Lieux saints partagés/Shared Sacred Sites à Marseille, Tunis, Thessalonique, Paris, Marrakech, New York, Istanbul, Ankara, Rome...
- Ave Maria. Un pèlerinage en Méditerranée, Musée de Notre-Dame de la Garde, Marseille (16 septembre 2023-6 janvier 2024)
- La Méditerranée des Sept Dormants. Un pèlerinage photographique, Biennale d'Art Sacré d'Autun (15 juillet-3 août 2023)
- Prier dans le lieu de l'Autre, Galerie 121, Institut Français de Casablanca (15 mars-30 avril 2023); Fondation Al Kadiri, Institut Français d'El Jadida (1er février-28 février 2023); Maison Denise Masson, Institut Français de Marrakech (11 mai-5 novembre 2022)
- Je vous salue Maryam…, série photographique, Nuits photographiques de Pierrevert (28-31 juillet 2022)
- Chrétiens d’Orient. 2000 ans d’histoire à l’Institut du Monde Arabe à Paris (26 septembre 2017-14 janvier 2018) et au musée des Beaux-Arts de Tourcoing (22 février 2018 – 12 juin 2018)
- Inextricabilia - Enchevêtrements magiques, Maison Rouge, Paris, 23 juin - 17 septembre 2017
- Toutes les créatures de Dieu sont belles, avec Jacques Pérez et Axel Derriks, Musée du patrimoine traditionnel de Djerba, Tunisie, mai-août 2017
- Le Monde à l’envers. Carnavals et mascarades d’Europe et de Méditerranée, Mucem, 26 mars-25 août 2014, et Musée du Masque de Binche, Belgique, 25 janvier-28 juin 2015.
- Au bazar du genre. Féminin/Masculin, Mucem, Marseille, 7 juin-6 janvier 2014.
- La Méditerranée des Sept Dormants, 18e édition des Rencontres d’Averroès « L’Europe et l’Islam : la liberté ou la peur ? », 21 oct-24 nov 2011[33],[34]
- L’Oriente dei Sette Dormienti, Institut Français Saint-Louis de France, Rome, Italie, octobre-novembre 2011.

## Films

### Films ethnographiques
Manoël Pénicaud utilise une caméra sur le terrain depuis le début des années 2000, ce qui a donné lieu à plusieurs films documentaires. Le plus significatif, coréalisé en 2007 avec Khamis Mesbah, s’intitule Les chemins de la Baraka (50’) et porte sur le pèlerinage des Regraga au Maroc. Cette autoproduction a été diffusée dans plusieurs festivals dont le Festival International Jean Rouch en 2007 et a été primée en 2008 au Festival Sol e Luna à Palerme. Depuis, il a réalisé de nombreux films courts (disponibles en français, anglais, grec et turc sur YouTube) destinés à l’exposition Lieux saints partagés :
- Les Visages de la Bonne Mère (30'), 2024
- La Bonne Mère à Marseille (12’), 2023
- Intertwined Views of Jerusalem (6’25), diaporama, 2019
- Le franciscain et le soufi (9’30), 2018
- Le dernier rabbin de Crète (6'), 2017
- Turbali Sultan Baba (7 min), 2017
- Entretien avec le cheikh Bentounès (6'), 2017
- Entretien avec Jacques Mourad (3'30), 2017
- The St. Nicolas Church in New York (4'), 2017
- Le cimetière des bateaux de Lampedusa (3'), 2017
- Abraham à Hébron (4'34), 2015
- La grotte d’Elie au Mont Carmel (3'), 2015
- La Maison de Marie à Éphèse (3'20), 2015
- La Ghriba à Djerba (5'48), 2015
- Musulmans au monastère de Saint Georges (4'40), 2015
- Entretien avec Paolo Dall’Oglio (3'22), 2015
- Les Officiants (5'50), 2015

Autres films :
- Pèlerinages et rituels de fécondité en Méditerranée (5’42), 2013, pour l’exposition Au bazar du genre, Mucem.
- Le clown, le cowboy et le torero, avec F. Saumade et J-B Maudet, ANR Torobulmexamerica / Idemec, (35’), 2012.
- La Beò de Bellino (7'20), Idemec, 2013
- La Méditerranée des Sept Dormants (35'), 2011
- Les chemins de la Baraka (50'), avec Khamis Mesbah, 2007 (version anglaise : Baraka Paths). Prix du meilleur documentaire, festival Sol e Luna 2008.

### Films pour la télévision
- Participation au documentaire Louis Massignon : le vœu et le destin (52’) de Grzegorz Tomczak, Via Stella, KTO, 2024
- Participation au documentaire Sous le même ciel (72’) de Malek Sahraoui (en production).
- Participation au documentaire Bruno Etienne. Anthropologue de la complexité (86’) de Gonzague Petit Trabal, Holis production, 2020
- Participation au documentaire MuCEM, naissance d’un musée (52') de Samuel Lajus, 13 production, Arte, 2013.
- Noces Blanches (10'), avec Malek Sahraoui, Bonne Compagnie, Faut pas rêver, France 3, 2007.
- Les Secrets du Paradis (11'), avec Malek Sahraoui, Bonne Compagnie, Faut pas rêver, France 3, 2007.
- La Baraka des Regraga (6'), avec Khamis Mesbah, Mediterraneo, France 3, 2005.